# Issoria fulva
Issoria fulva är en fjärilsart som beskrevs av Evans. Issoria fulva ingår i släktet Issoria och familjen praktfjärilar. Inga underarter finns listade i Catalogue of Life.